# Siv och Maj
Siv och Maj var en sångduo bildad av tvillingsystrarna Siv och Maj Larsson födda 1928. De gjorde radiodebut 1946 i ett sångprogram tillsammans med skolkamrater från flickskolan i Södertälje. Mellan 1947 och 1953 medverkade de på ett 25-tal grammofonskivor och turnerade framgångsrikt i folkparkerna.
Under 1960-talet underhöll systrarna frekvent på Stockholms SARA-restauranger.